# العلاقات البالاوية الروسية
العلاقات البالاوية الروسية هي العلاقات الثنائية التي تجمع بين بالاو وروسيا.

## مقارنة بين البلدين
هذه مقارنة عامة ومرجعية للدولتين:
| وجه المقارنة                                              | بالاو                         | روسيا                                   |
| --------------------------------------------------------- | ----------------------------- | --------------------------------------- |
| المساحة (كم2)                                             | 465                           | 17.08 مليون                             |
| عدد السكان (نسمة)                                         | 21.73 ألف                     | 146.80 مليون                            |
| الكثافة السكانية (ن./كم²)                                 | 4.67 ألف                      | 8.59                                    |
| العاصمة                                                   | نغيرولمود، كورور              | موسكو                                   |
| اللغة الرسمية                                             | لغة إنجليزية، اللغة البالاوية | اللغة الروسية                           |
| العملة                                                    | دولار أمريكي                  | روبل روسي                               |
| الناتج المحلي الإجمالي (بليون دولار)                      | 291.54 مليون                  | 1.58 تريليون                            |
| الناتج المحلي الإجمالي (تعادل القوة الشرائية) بليون دولار | 326.12 مليون                  | 3.69 تريليون                            |
| الناتج المحلي الإجمالي الاسمي للفرد دولار أمريكي          | 13.50 ألف                     | 9.09 ألف                                |
| الناتج المحلي الإجمالي للفرد دولار أمريكي                 | 14.76 ألف                     |                                         |
| مؤشر التنمية البشرية                                      | 0.780                         | 0.798                                   |
| رمز المكالمات الدولي                                      | +680                          | +7                                      |
| رمز الإنترنت                                              | .pw                           | .ru، .рф، .рус ‏، .su                    |
| المنطقة الزمنية                                           | ت ع م+09:00                   | Magadan Time ‏، ت ع م+02:00، ت ع م+12:00 |

## منظمات دولية مشتركة
يشترك البلدان في عضوية مجموعة من المنظمات الدولية، منها:
| علم المنظمة | اسم المنظمة                        | تاريخ انضمام بالاو | تاريخ انضمام روسيا |
| ----------- | ---------------------------------- | ------------------ | ------------------ |
|             | مؤسسة التنمية الدولية              | 16 ديسمبر 1997     | 16 يونيو 1992      |
|             | البنك الدولي للإنشاء والتعمير      | 16 ديسمبر 1997     | 16 يونيو 1992      |
|             | مؤسسة التمويل الدولية              | 16 ديسمبر 1997     | 12 أبريل 1993      |
|             | منظمة حظر الأسلحة الكيميائية       | ?                  | ?                  |
|             | وكالة ضمان الاستثمار متعدد الأطراف | 16 ديسمبر 1997     | 29 ديسمبر 1992     |
|             | الأمم المتحدة                      | 15 ديسمبر 1994     | 24 أكتوبر 1945     |
|             | يونسكو                             | 20 سبتمبر 1999     | 21 أبريل 1954      |

## وصلات خارجية
- موقع وزارة الخارجية الروسية